# 914 Sound Studios
914 Sound Recording Studios, Inc.  — студия звукозаписи в Блаувельте, штат Нью-Йорк, основанная Бруксом Артуром 28 августа 1970 года. Среди наиболее известных артистов, связанных со студией, фигурируют: Брюс Спрингстин, Дасти Спрингфилд, Ramones, Дженис Иэн, Blood, Sweat & Tears и Мелани. Название «914 Sound Studios» было вдохновлено телефонным кодом (914) округа Рокленд (где располагалась студия). Ныне не функционирует.

## История
Легендарная 914 Sound Studios представляла собой старый гараж, переоборудованный в студию звукозаписи. […] Она находилась в аварийном состоянии, и группа [Спрингстина] быстро разочаровалась в плохих условиях.— Чарльз Мосс о нюансах записи альбома „Born to Run“, журнал The Week, 2015 год
914 Sound Studios была основана уроженцем Бруклина Бруксом Артуром (урожденным Арнольдом Бродским), известным звукорежиссёром того времени, который жил в округе Рокленд. Здание располагалось в 20 минутах езды к северу от Вашингтон-Хайтс и в 5 минутах езды от границы штата с Нью-Джерси. «В 1971 году я жил в Вэлли-Коттедже, штат Нью-Йорк, который находится на шоссе 303 пересекающем Блаувельт, и однажды подумал — было бы отличной идеей организовать студию», — рассказывал Артур по прошествии лет, «Цены на почасовую оплату в Нью-Йорке становились всё выше, и я представил место, где такие артисты, как Дженис [Иэн], Дасти Спрингфилд и, впоследствии, Брюс [Спрингстин], могли бы проводить длительное время, отдыхать и записывать альбомы по доступным ценам. Мы построили футбольное поле позади студии, а отличная закусочная „Blauvelt“ находилась всего в нескольких минутах ходьбы. Брюсу понравилось это место!».
914 Sound Studios, которая открылась на месте переоборудованной автозаправочной станции в октябре 1970 года, принадлежала компании A&R Recording. Артур получил 50 % долю в бизнесе, в то время как другая половина была разделена между соучредителем A&R Филом Рамоном, исполнительным директором A&R Артом Уордом и звукорежиссёром Доном Фреем.
Брюс Спрингстин начал записывать материал в 914 Sound Studios, как только подписал свой первый контракт с Columbia Records в 1972 году. Менеджер и продюсер музыканта Майк Аппель выбрал это место, чтобы сэкономить на полученном ими авансе (25 000 долларов); он считал студию «первоклассным объектом», который позволял получить «высокое качество по разумной цене» из-за своего отдаленного расположения от мегаполиса. Песни, записанные в студии в 1972 году, вошли в дебютный альбом Спрингстина Greetings from Asbury Park, N.J. и также использовались в качестве демоверсий для издательской компании Аппеля Laurel Canyon Music Publishing. Некоторые из этих демо позже выпускались в виде радио-синглов («The Fever»), а также на бокс-сете музыканта Tracks (в конце 1990-х годов), или многочисленных пиратских бутлегах. Год спустя, второй альбом Спрингстина, The Wild, the Innocent & the E Street Shuffle, был полностью записан в 914 Sound Studios. Из-за сложного финансового положения артиста, некоторым участникам E Street Band, аккомпанирующей группы Спрингстина, пришлось спать в палатке позади студии, вместо того чтобы снимать номера в отеле или добираться до Джерси Шор. 914 Sound Studios повлияла на временные изменения в составе группы; Луис Лахав, штатный звукорежиссер студии, привлёк к работе свою жену, скрипачку и вокалистку Суки Лахав, которая присоединилась к музыкантам на шесть месяцев.
В 1974 году здесь же была записана заглавная композиция следующего альбома Спрингстина Born to Run. Музыкант работал над песней, которая длилась четыре с половиной минуты, в течение шести месяцев (время от времени отвлекаясь на выступления в клубах). Существуют кадры этого периода, снятые в студии на чёрно-белую плёнку камеры Super-8 чьим автором является Барри Ребо, поклонник и друг музыканта из Нью-Джерси (который позже стал председателем национальной сети цифровых кинотеатров Emerging Pictures). От студии решили отказаться с приходом нового продюсера Джона Ландау (который составил компанию Аппелю, вскоре полностью его заменив), впоследствии, менеджера Спрингстина. Он раскритиковал 914 Sound Studio как «старую и обветшалую», подчёркивая, что пианино, служащее основой для большинства песен, было настроено не правильно. По мнению Ландау, владельцы студии не вкладывали достаточно средств в обновлении оборудования, что сказывалось на качестве звука. В итоге, Спрингстин и E Street Band перебрались в более современную Record Plant Studios на Манхеттене, где была завершена оставшаяся часть альбома.
В 1974 году в 914 Sound Studios были записаны песни для альбома Дасти Спрингфилд Longing (под руководством Брукса Артура), но по разным причинам пластинка так и не была завершена. В 1975 году группа Ramones записала в её стенах материал для мини-альбома Judy’s In The Basement — The 914 Sessions, который впоследствии был неофициально выпущен на территории Восточной Германии. Здесь же были записаны три пластинки певицы Дженис Иэн (к созданию всех трёх был привлечён Артур), включая альбом 1975 года Between the Lines, занявший первое место в чарте Billboard 200 благодаря хит-синглу «At Seventeen». Between the Lines был последним проектом 914 Sound Studios, над которым работал Артур.
Владельцы продали студию в 1978 году, а 1982-м официально распалась корпорация (914 Sound Recording Studios, Inc.). Впоследствии в её помещении разместили Blauvelt Auto Spa.